# Солона (балка)
Соло́на (рос. б. Соленая) — балка (річка) в Україні у Пологівському й Гуляйпільському районах Запорізької області. Ліва притока Гайчул (басейн Дніпра).

## Опис
Довжина балки приблизно 7,47 км, найкоротша відстань між витоком і гирлом — 6,43 км, коефіцієнт звивистості річки — 1,16. Формується декількома балками та загатами. На деяких ділянках балка пересихає.

## Розташування
Бере початок на південно-західній околиці села Решетилівське. Тече переважно на північний схід і в селі Марфопіль впадає в річку Гайчул, ліву притоку Вовчої.

## Цікаві факти
- У XIX столітті над балкою існувало декілька хуторів.
- На західній стороні від витоку балки на відстані приблизно 4,72 км пролягає автошлях Т 0401 (автомобільний шлях територіального значення у Дніпропетровській та Запорізькій областях. Пролягає територією Дніпровського, Синельниківського, Васильківського, Покровського, Гуляйпільського, Пологівського, Токмацького та Мелітопольського районів через Дніпро — Васильківку — Покровське — Гуляйполе — Пологи — Токмак — Молочанськ — Мелітополь. Загальна довжина — 254,8 км).